# Lista utworów Madonny

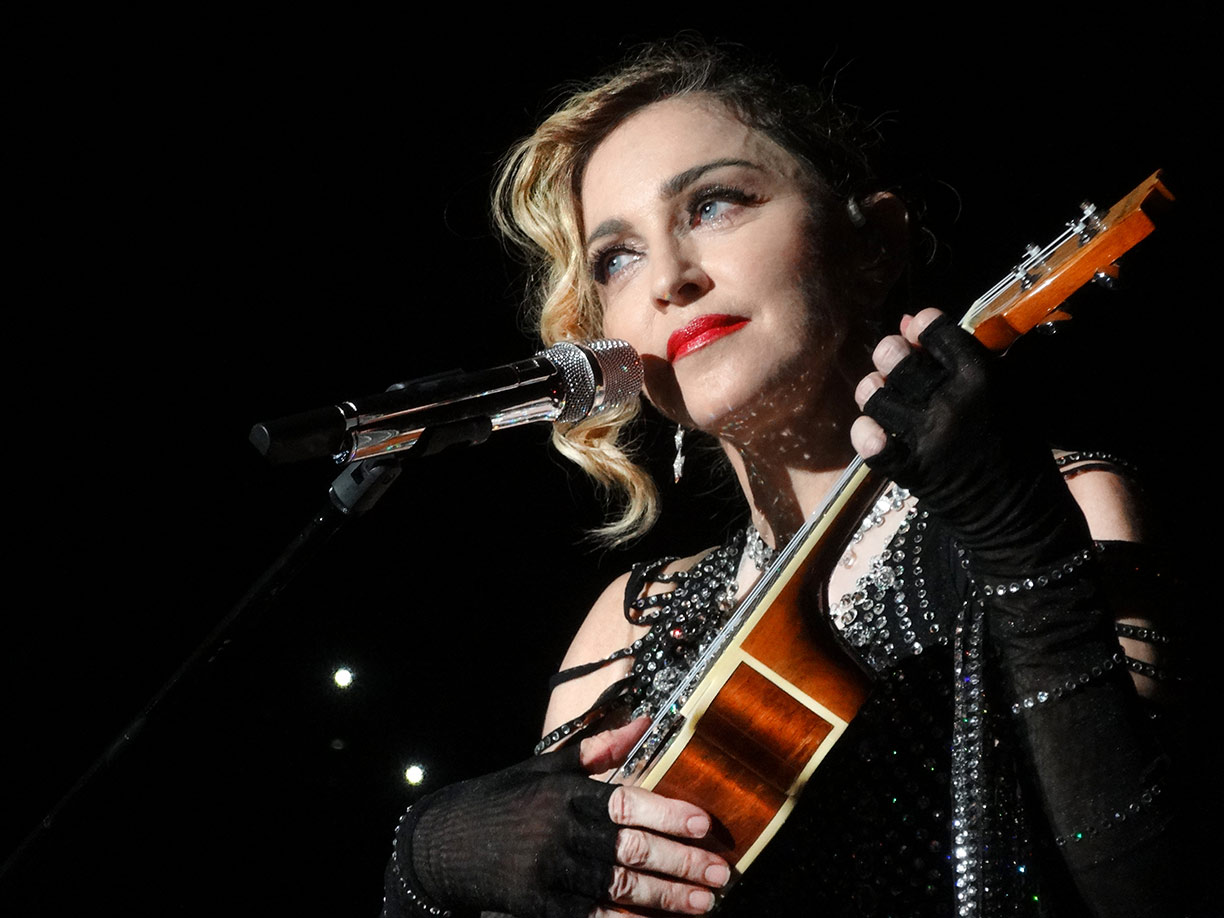
Madonna podczas koncertu z trasy Rebel Heart Tour w 2015 roku

Artykuł przedstawia listę utworów muzycznych amerykańskiej piosenkarki Madonny, które zostały wydane na albumach lub singlach. Piosenki pogrupowano na te, które Madonna wykonuje i te, które wykonuje kto inny, ale nad którymi Madonna pracowała (jako autorka, producentka lub chórzystka). Oprócz tytułów, tabele zawierają informacje o autorach i producentach, albumie, na którym pierwotnie znalazł się dany utwór, a także roku wydania.
Legenda
     utwór napisany/wyprodukowany samodzielnie przez Madonnę
     cover
     utwór w pełni hiszpańskojęzyczny

## Utwory wykonywane przez Madonnę
| Tytuł | Autorstwo | Produkcja                                                                   | Album                                                    | Rok  |
| --- | --- | --------------------------------------------------------------------------- | -------------------------------------------------------- | ---- |
| „4 Minutes” (z gościnnym udziałem Justina Timberlake’a i Timbalanda)                                           | Madonna Timbaland Justin Timberlake Danja                                                                      | Timbaland Justin Timberlake Danja                                           | Hard Candy                                               | 2008 |
| „Act of Contrition”                                                                                            | Madonna Patrick Leonard                                                                                        | Madonna Patrick Leonard                                                     | Like a Prayer                                            | 1989 |
| „The Actress Hasn’t Learned the Lines (You’d Like to Hear)” (z Antonio Banderasem)                             | Tim Rice Andrew Lloyd Webber                                                                                   | Alan Parker Andrew Lloyd Webber David Caddick Nigel Wright                  | Evita                                                    | 1996 |
| „Addicted” | Madonna Avicii Arash Pournouri Carl Falk Rami Yacoub Savan Kotecha                                             | Madonna Avicii Carl Falk                                                    | Rebel Heart                                              | 2015 |
| „Ain’t No Big Deal”                                                                                            | Stephen Bray                                                                                                   | Reggie Lucas                                                                | Revenge of the Killer B’s, Vol. 2                        | 1984 |
| „Amazing” | Madonna William Orbit                                                                                          | Madonna William Orbit                                                       | Music                                                    | 2000 |
| „American Life”                                                                                                | Madonna Mirwais Ahmadzaï                                                                                       | Madonna Mirwais Ahmadzaï                                                    | American Life                                            | 2003 |
| „American Pie”                                                                                                 | Don McLean | Madonna William Orbit                                                       | The Next Best Thing                                      | 2000 |
| „Angel” | Madonna Stephen Bray                                                                                           | Nile Rodgers                                                                | Like a Virgin                                            | 1984 |
| „Another Suitcase in Another Hall”                                                                             | Tim Rice Andrew Lloyd Webber                                                                                   | Alan Parker Andrew Lloyd Webber David Caddick Nigel Wright                  | Evita                                                    | 1996 |
| „Auto-Tune Baby”                                                                                               | Madonna Diplo Mike Dean Kanye West Tommy Brown                                                                 | Madonna Diplo Kanye West Mike Dean Charlie Heat                             | Rebel Heart                                              | 2015 |
| „B-Day Song” (z gościnnym udziałem M.I.A.)                                                                     | Madonna M.I.A. Martin Solveig                                                                                  | Madonna Martin Solveig                                                      | MDNA                                                     | 2012 |
| „Back in Business”                                                                                             | Madonna Patrick Leonard                                                                                        | Madonna Patrick Leonard                                                     | I’m Breathless                                           | 1990 |
| „Back That Up to the Beat”                                                                                     | Madonna Starrah Pharrell Williams                                                                              | Madonna Pharrell Williams Jeff Bhasker Mike Dean                            | Madame X                                                 | 2019 |
| „Bad Girl” | Madonna Shep Pettibone Anthony Shimkin                                                                         | Madonna Shep Pettibone                                                      | Erotica                                                  | 1992 |
| „Batuka” | Madonna David Banda Mirwais Ahmadzaï                                                                           | Madonna Mirwais Ahmadzaï                                                    | Madame X                                                 | 2019 |
| „Be Careful (Cuidado Con Mi Corazón)” (z Rickym Martinem)                                                      | Madonna William Orbit                                                                                          | Madonna William Orbit                                                       | Ricky Martin                                             | 1999 |
| „The Beast Within”                                                                                             | Lenny Kravitz Ingrid Chavez Madonna                                                                            | Lenny Kravitz André Betts Madonna                                           | –                                                        | 1990 |
| „Beat Goes On” (z gościnnym udziałem Kanyego Westa)                                                            | Madonna Pharrell Williams Kanye West                                                                           | The Neptunes Madonna                                                        | Hard Candy                                               | 2008 |
| „Beautiful Killer”                                                                                             | Madonna Martin Solveig Michael Tordjman                                                                        | Madonna Martin Solveig                                                      | MDNA                                                     | 2012 |
| „Beautiful Scars”                                                                                              | Madonna Rick Nowels DJ Dahi BloodPop                                                                           | Madonna DJ Dahi Michael Diamonds                                            | Rebel Heart                                              | 2015 |
| „Beautiful Stranger”                                                                                           | Madonna William Orbit                                                                                          | Madonna William Orbit                                                       | Austin Powers: The Spy Who Shagged Me                    | 1999 |
| „Bedtime Story”                                                                                                | Nellee Hooper Björk Marius de Vries                                                                            | Nellee Hooper Madonna                                                       | Bedtime Stories                                          | 1994 |
| „Best Friend”                                                                                                  | Madonna Alle Benassi Benny Benassi                                                                             | Madonna The Demolition Crew Benny Benassi Alle Benassi                      | MDNA                                                     | 2012 |
| „Best Night”                                                                                                   | Madonna Diplo MoZella Toby Gad Jimmy Napes Djemba Djemba                                                       | Madonna Diplo                                                               | Rebel Heart                                              | 2015 |
| „Bitch I’m Loca” (z gościnnym udziałem Malumy)                                                                 | Madonna Lauren D’Elia Maluma Édgar Barrera JAMES Blaya Stiven Rojas                                            | Madonna Billboard Sunamy                                                    | Madame X                                                 | 2019 |
| „Bitch I’m Madonna” (z gościnnym udziałem Nicki Minaj)                                                         | Madonna Diplo Ariel Rechtshaid MoZella Toby Gad Nicki Minaj Sophie                                             | Madonna Diplo                                                               | Rebel Heart                                              | 2014 |
| „Bittersweet”                                                                                                  | Rumi Deepak Chopra                                                                                             | Adam Plack Yaron Fuchs                                                      | A Gift of Love: Music Inspired by the Love Poems of Rumi | 1998 |
| „Body Shop” | Madonna Toby Gad MoZella Symbolic One DJ Dahi BloodPop                                                         | Madonna DJ Dahi Michael Diamonds Toby Gad                                   | Rebel Heart                                              | 2015 |
| „Borderline”                                                                                                   | Reggie Lucas                                                                                                   | Reggie Lucas                                                                | Madonna                                                  | 1983 |
| „Borrowed Time”                                                                                                | Madonna Avicii Arash Pournouri Carl Falk Rami Yacoub Savan Kotecha DJ Dahi BloodPop                            | Madonna Avicii Carl Falk DJ Dahi Michael Diamonds                           | Rebel Heart                                              | 2015 |
| „Buenos Aires”                                                                                                 | Tim Rice Andrew Lloyd Webber                                                                                   | Alan Parker Andrew Lloyd Webber David Caddick Nigel Wright                  | Evita                                                    | 1996 |
| „Broken” | Madonna Paul Oakenfold Ian Green Ciaran Gribbin                                                                | Madonna Paul Oakenfold Ian Green                                            | –                                                        | 2012 |
| „Burning Up”                                                                                                   | Madonna | Reggie Lucas John „Jellybean” Benitez                                       | Madonna                                                  | 1983 |
| „Bye Bye Baby”                                                                                                 | Madonna Shep Pettibone Anthony Shimkin                                                                         | Madonna Shep Pettibone                                                      | Erotica                                                  | 1992 |
| „Candy Perfume Girl”                                                                                           | Madonna William Orbit Susannah Melvoin                                                                         | Madonna William Orbit                                                       | Ray of Light                                             | 1998 |
| „Candy Shop”                                                                                                   | Madonna Pharrell Williams                                                                                      | The Neptunes Madonna                                                        | Hard Candy                                               | 2008 |
| „Can’t Stop”                                                                                                   | Madonna Stephen Bray                                                                                           | Madonna Stephen Bray                                                        | Who’s That Girl                                          | 1987 |
| „Causing a Commotion”                                                                                          | Madonna Stephen Bray                                                                                           | Madonna Stephen Bray                                                        | Who’s That Girl                                          | 1987 |
| „Celebration”                                                                                                  | Madonna Paul Oakenfold Ian Green Ciaran Gribbin                                                                | Madonna Paul Oakenfold Ian Green                                            | Celebration                                              | 2009 |
| „Champagne Rosé” (Quavo z gościnnym udziałem Madonny i Cardi B)                                                | Quavo Madonna Cardi B Murda Beatz Rasool Diaz                                                                  | Murda Beatz Quavo Sool Got Hits                                             | Quavo Huncho                                             | 2018 |
| „Charity Concert / The Art of the Possible” (z Jimmym Nailem, Jonathanem Prycem i Antonio Banderasem)          | Tim Rice Andrew Lloyd Webber                                                                                   | Alan Parker Andrew Lloyd Webber David Caddick Nigel Wright                  | Evita                                                    | 1996 |
| „Cherish” | Madonna Patrick Leonard                                                                                        | Madonna Patrick Leonard                                                     | Like a Prayer                                            | 1989 |
| „Ciao Bella”                                                                                                   | Madonna Mirwais Ahmadzaï                                                                                       | Madonna Mirwais Ahmadzaï                                                    | Madame X                                                 | 2019 |
| „Come Alive”                                                                                                   | Madonna Jeff Bhasker Starrah                                                                                   | Madonna Jeff Bhasker Mike Dean                                              | Madame X                                                 | 2019 |
| „Crave” (ze Swae Lee)                                                                                          | Madonna Swae Lee Starrah                                                                                       | Madonna Billboard Mike Dean                                                 | Madame X                                                 | 2019 |
| „Crazy” | Madonna Jason Evigan Starrah                                                                                   | Madonna Mike Dean Jason Evigan                                              | Madame X                                                 | 2019 |
| „Crazy for You”                                                                                                | John Bettis Jon Lind                                                                                           | John „Jellybean” Benitez                                                    | Vision Quest                                             | 1985 |
| „Crimes of Passion”                                                                                            | Madonna | Stephen Bray Tony Shepperd                                                  | Pre-Madonna                                              | 1997 |
| „Cry Baby” | Madonna Patrick Leonard                                                                                        | Madonna Patrick Leonard                                                     | I’m Breathless                                           | 1990 |
| „Cyber-Raga”                                                                                                   | Madonna Talvin Singh                                                                                           | Madonna Talvin Singh                                                        | Music                                                    | 2000 |
| „Dance 2Night”                                                                                                 | Madonna Timbaland Justin Timberlake Hannon Lane                                                                | Timbaland Justin Timberlake Hannon Lane Demo Castellon                      | Hard Candy                                               | 2008 |
| „Dark Ballet”                                                                                                  | Madonna Mirwais Ahmadzaï                                                                                       | Madonna Mirwais Ahmadzaï                                                    | Madame X                                                 | 2019 |
| „Dear Jessie”                                                                                                  | Madonna Patrick Leonard                                                                                        | Madonna Patrick Leonard                                                     | Like a Prayer                                            | 1989 |
| „Deeper and Deeper”                                                                                            | Madonna Shep Pettibone Anthony Shimkin                                                                         | Madonna Shep Pettibone                                                      | Erotica                                                  | 1992 |
| „Devil Pray”                                                                                                   | Madonna Avicii Arash Pournouri Carl Falk Rami Yacoub Savan Kotecha DJ Dahi BloodPop                            | Madonna Avicii DJ Dahi BloodPop                                             | Rebel Heart                                              | 2014 |
| „Devil Wouldn’t Recognize You”                                                                                 | Madonna Timbaland Justin Timberlake Danja Joe Henry                                                            | Timbaland Justin Timberlake Danja                                           | Hard Candy                                               | 2008 |
| „Did You Do It?” (z gościnnym udziałem Marka Goodmana i Dave’a Murphy’ego)                                     | Madonna Andre Betts                                                                                            | Madonna Andre Betts                                                         | Erotica                                                  | 1992 |
| „Die Another Day”                                                                                              | Madonna Mirwais Ahmadzaï                                                                                       | Madonna Mirwais Ahmadzaï                                                    | Die Another Day                                          | 2002 |
| „Don’t Cry for Me Argentina”                                                                                   | Tim Rice Andrew Lloyd Webber                                                                                   | Alan Parker Andrew Lloyd Webber David Caddick Nigel Wright                  | Evita                                                    | 1996 |
| „Don’t Stop”                                                                                                   | Madonna Dallas Austin Colin Wolfe                                                                              | Madonna Dallas Austin                                                       | Bedtime Stories                                          | 1994 |
| „Don’t Tell Me”                                                                                                | Madonna Mirwais Ahmadzaï Joe Henry                                                                             | Madonna Mirwais Ahmadzaï                                                    | Music                                                    | 2000 |
| „Don’t You Know”                                                                                               | Madonna | Stephen Bray                                                                | Pre-Madonna                                              | 1997 |
| „Dress You Up”                                                                                                 | Andrea LaRusso Peggy Stanziale                                                                                 | Nile Rodgers                                                                | Like a Virgin                                            | 1984 |
| „Drowned World/Substitute for Love”                                                                            | Madonna William Orbit Rod McKuen Anita Kerr David Collins                                                      | Madonna William Orbit                                                       | Ray of Light                                             | 1998 |
| „Easy Ride” | Madonna Monte Pittman                                                                                          | Madonna Mirwais Ahmadzaï                                                    | American Life                                            | 2003 |
| „Erotica” | Madonna Shep Pettibone Anthony Shimkin                                                                         | Madonna Shep Pettibone                                                      | Erotica                                                  | 1992 |
| „Erotic” | Madonna Shep Pettibone Anthony Shimkin                                                                         | Madonna Shep Pettibone                                                      | –                                                        | 1992 |
| „Eva and Magaldi / Eva Beware of the City” (z Jimmym Nailem, Antonio Banderasem i Julianem Littmanem)          | Tim Rice Andrew Lloyd Webber                                                                                   | Alan Parker Andrew Lloyd Webber David Caddick Nigel Wright                  | Evita                                                    | 1996 |
| „Eva’s Final Broadcast”                                                                                        | Tim Rice Andrew Lloyd Webber                                                                                   | Alan Parker Andrew Lloyd Webber David Caddick Nigel Wright                  | Evita                                                    | 1996 |
| „Everybody” | Madonna | Mark Kamins                                                                 | Madonna                                                  | 1982 |
| „Express Yourself”                                                                                             | Madonna Stephen Bray                                                                                           | Madonna Stephen Bray                                                        | Like a Prayer                                            | 1989 |
| „Extreme Occident”                                                                                             | Madonna Mirwais Ahmadzaï                                                                                       | Madonna Mirwais Ahmadzaï                                                    | Madame X                                                 | 2019 |
| „Falling Free”                                                                                                 | Madonna Laurie Mayer William Orbit Joe Henry                                                                   | Madonna William Orbit                                                       | MDNA                                                     | 2012 |
| „Faz Gostoso” (z gościnnym udziałem Anitty)                                                                    | Rodrigo Carmo Nuno Emanuel Oliveira Mateus Seabra Luíz Vieira Blaya Madonna                                    | Madonna Billboard Mike Dean                                                 | Madame X                                                 | 2019 |
| „Fever” | John Davenport Eddie Cooley Peggy Lee                                                                          | Madonna Shep Pettibone                                                      | Erotica                                                  | 1992 |
| „Fighting Spirit”                                                                                              | Madonna Mirwais Ahmadzaï                                                                                       | Madonna Mirwais Ahmadzaï                                                    | Confessions on a Dance Floor                             | 2005 |
| „Forbidden Love”                                                                                               | Babyface Madonna                                                                                               | Babyface Nellee Hooper Madonna                                              | Bedtime Stories                                          | 1994 |
| „Forbidden Love”                                                                                               | Madonna Stuart Price                                                                                           | Madonna Stuart Price                                                        | Confessions on a Dance Floor                             | 2005 |
| „Freedom” | Madonna Dallas Austin                                                                                          | Dallas Austin Madonna                                                       | Carnival: Rainforest Foundation Concert                  | 1997 |
| „Frozen” | Madonna Patrick Leonard                                                                                        | Madonna William Orbit Patrick Leonard                                       | Ray of Light                                             | 1998 |
| „Fuana” | Madonna Mirwais Ahmadzaï                                                                                       | Madonna Mirwais Ahmadzaï                                                    | Madame X                                                 | 2019 |
| „Future” (z Quavo)                                                                                             | Madonna Diplo Starrah Quavo Maxime Picard Clement Picard                                                       | Madonna Diplo                                                               | Madame X                                                 | 2019 |
| „Future Lovers”                                                                                                | Madonna Mirwais Ahmadzaï                                                                                       | Madonna Mirwais Ahmadzaï                                                    | Confessions on a Dance Floor                             | 2005 |
| „Gambler” | Madonna | John „Jellybean” Benitez                                                    | Vision Quest                                             | 1985 |
| „Gang Bang” | Madonna William Orbit Priscilla Renea Keith Harris Jean-Baptiste Mika Demo Castellon Stephen Kozmeniuk         | Madonna William Orbit The Demolition Crew                                   | MDNA                                                     | 2012 |
| „Get Together”                                                                                                 | Madonna Anders Bagge Peer Åström Stuart Price                                                                  | Madonna Stuart Price                                                        | Confessions on a Dance Floor                             | 2005 |
| „Ghosttown” | Madonna Jason Evigan Sean Douglas E. Kidd Bogart                                                               | Madonna Billboard Jason Evigan                                              | Rebel Heart                                              | 2014 |
| „Girl Gone Wild”                                                                                               | Madonna Jenson Vaughan Alle Benassi Benny Benassi                                                              | Madonna Benny Benassi Alle Benassi                                          | MDNA                                                     | 2012 |
| „Give It 2 Me”                                                                                                 | Madonna Pharrell Williams                                                                                      | The Neptunes Madonna                                                        | Hard Candy                                               | 2008 |
| „Give Me All Your Luvin’” (z gościnnym udziałem Nicki Minaj i M.I.A.)                                          | Madonna Martin Solveig Nicki Minaj M.I.A. Michael Tordjman                                                     | Madonna Martin Solveig                                                      | MDNA                                                     | 2012 |
| „God Control”                                                                                                  | Madonna Mirwais Ahmadzaï                                                                                       | Madonna Mirwais Ahmadzaï Mike Dean                                          | Madame X                                                 | 2019 |
| „Gone” | Madonna Damian LeGassick Nik Young                                                                             | Madonna William Orbit Mark „Spike” Stent                                    | Music                                                    | 2000 |
| „Goodnight and Thank You” (z Antonio Banderasem)                                                               | Tim Rice Andrew Lloyd Webber                                                                                   | Alan Parker Andrew Lloyd Webber David Caddick Nigel Wright                  | Evita                                                    | 1996 |
| „Goodbye to Innocence”                                                                                         | Madonna Shep Pettibone                                                                                         | Madonna Shep Pettibone                                                      | Just Say Yes Volume VII: Just Say Roe                    | 1994 |
| „Graffiti Heart”                                                                                               | Madonna MoZella Toby Gad Symbolic One                                                                          | Madonna Toby Gad AFSHeeN Josh Cumbee                                        | Rebel Heart                                              | 2015 |
| „Guilty by Association” (z Joem Henrym)                                                                        | Vic Chesnutt                                                                                                   | Joe Henry Patrick McCarthy                                                  | Sweet Relief II: Gravity of the Situation                | 1996 |
| „Hanky Panky”                                                                                                  | Madonna Patrick Leonard                                                                                        | Madonna Patrick Leonard                                                     | I’m Breathless                                           | 1990 |
| „Has to Be” | Madonna William Orbit Patrick Leonard                                                                          | Madonna William Orbit                                                       | Ray of Light                                             | 1998 |
| „Heartbeat” | Madonna Pharrell Williams                                                                                      | The Neptunes Madonna                                                        | Hard Candy                                               | 2008 |
| „HeartBreakCity”                                                                                               | Madonna Avicii Arash Pournouri Astma Rocwell Delilah Salem Al Fakir Magnus Lidehäll Vincent Pontare            | Madonna Avicii Salem Al Fakir Magnus Lidehäll Vincent Pontare Astma Rocwell | Rebel Heart                                              | 2015 |
| „He’s a Man”                                                                                                   | Madonna Patrick Leonard                                                                                        | Madonna Patrick Leonard                                                     | I’m Breathless                                           | 1990 |
| „Hello and Goodbye” (z Andreą Corr i Jonathanem Prycem)                                                        | Tim Rice Andrew Lloyd Webber                                                                                   | Alan Parker Andrew Lloyd Webber David Caddick Nigel Wright                  | Evita                                                    | 1996 |
| „Hey You” | Madonna | Madonna Pharrell Williams                                                   | –                                                        | 2007 |
| „High Flying, Adored” (z Antonio Banderasem)                                                                   | Tim Rice Andrew Lloyd Webber                                                                                   | Alan Parker Andrew Lloyd Webber David Caddick Nigel Wright                  | Evita                                                    | 1996 |
| „History” | Madonna Stuart Price                                                                                           | Madonna Stuart Price                                                        | –                                                        | 2006 |
| „Hold Tight”                                                                                                   | Madonna Diplo MoZella Toby Gad MNEK Philip Meckseper                                                           | Madonna                                                                     | Rebel Heart                                              | 2015 |
| „Holiday” | Curtis Hudson Lisa Stevens                                                                                     | John „Jellybean” Benitez                                                    | Madonna                                                  | 1983 |
| „Hollywood” | Madonna Mirwais Ahmadzaï                                                                                       | Madonna Mirwais Ahmadzaï                                                    | American Life                                            | 2003 |
| „Holy Water”                                                                                                   | Madonna Cherry Cherry Boom Boom Natalia Kills Mike Dean Kanye West Tommy Brown                                 | Madonna Mike Dean Kanye West Charlie Heat                                   | Rebel Heart                                              | 2015 |
| „How High” | Madonna Bloodshy & Avant Henrik Jonback                                                                        | Madonna Bloodshy & Avant Stuart Price                                       | Confessions on a Dance Floor                             | 2005 |
| „Human Nature”                                                                                                 | Madonna Dave Hall Shawn McKenzie Kevin McKenzie Michael Deering                                                | Madonna Dave Hall                                                           | Bedtime Stories                                          | 1994 |
| „Hung Up” | Madonna Stuart Price Benny Andersson Björn Ulvaeus                                                             | Madonna Stuart Price                                                        | Confessions on a Dance Floor                             | 2005 |
| „I Deserve It”                                                                                                 | Madonna Mirwais Ahmadzaï                                                                                       | Madonna Mirwais Ahmadzaï                                                    | Music                                                    | 2000 |
| „I Don’t Give A” (z gościnnym udziałem Nicki Minaj)                                                            | Madonna Martin Solveig Nicki Minaj Julien Jabre                                                                | Madonna Martin Solveig                                                      | MDNA                                                     | 2012 |
| „I Fucked Up”                                                                                                  | Madonna Martin Solveig Julien Jabre                                                                            | Madonna Martin Solveig                                                      | MDNA                                                     | 2012 |
| „I Know It” | Madonna | Reggie Lucas                                                                | Madonna                                                  | 1983 |
| „I Love New York”                                                                                              | Madonna Stuart Price                                                                                           | Madonna Stuart Price                                                        | Confessions on a Dance Floor                             | 2005 |
| „I Rise” | Madonna Jason Evigan Starrah                                                                                   | Madonna Jason Evigan                                                        | Madame X                                                 | 2019 |
| „I Surrender Dear” (z Jennifer Grey)                                                                           | Harry Barris Gordon Clifford                                                                                   | –                                                                           | –                                                        | 1989 |
| „I Want You” (z Massive Attack)                                                                                | Leon Ware T-Boy Ross                                                                                           | Nellee Hooper                                                               | Something to Remember                                    | 1995 |
| „I’d Be Surprisingly Good for You” (z Jonathanem Prycem)                                                       | Tim Rice Andrew Lloyd Webber                                                                                   | Alan Parker Andrew Lloyd Webber David Caddick Nigel Wright                  | Evita                                                    | 1996 |
| „I’d Rather Be Your Lover” (z gościnnym udziałem Me’shell Ndegeocello)                                         | Madonna Dave Hall Ronald Isley O’Kelly Isley Jr. Rudolph Isley Christopher Jasper                              | Madonna Dave Hall                                                           | Bedtime Stories                                          | 1994 |
| „I’ll Remember”                                                                                                | Madonna Patrick Leonard Richard Page                                                                           | Madonna Patrick Leonard                                                     | With Honors                                              | 1994 |
| „I’m a Sinner”                                                                                                 | Madonna William Orbit Jean-Baptiste                                                                            | Madonna William Orbit                                                       | MDNA                                                     | 2012 |
| „I’m Addicted”                                                                                                 | Madonna Alle Benassi Benny Benassi                                                                             | Madonna Benny Benassi Alle Benassi The Demolition Crew                      | MDNA                                                     | 2012 |
| „I’m Going Bananas”                                                                                            | Michael Kernan Andy Paley                                                                                      | Madonna Patrick Leonard                                                     | I’m Breathless                                           | 1990 |
| „I’m So Stupid”                                                                                                | Madonna Mirwais Ahmadzaï                                                                                       | Madonna Mirwais Ahmadzaï Mark „Spike” Stent                                 | American Life                                            | 2003 |
| „Iconic” (z gościnnym udziałem Chance the Rappera i Mike’a Tysona)                                             | Madonna Toby Gad MoZella Symbolyc One Chance the Rapper DJ Dahi BloodPop                                       | Madonna Toby Gad AFSHeeN Josh Cumbee DJ Dahi Mike D                         | Rebel Heart                                              | 2015 |
| „I Don’t Search I Find”                                                                                        | Madonna Mirwais Ahmadzaï                                                                                       | Madonna Mirwais Ahmadzaï                                                    | Madame X                                                 | 2019 |
| „If I Had a Hammer”                                                                                            | Pete Seeger Lee Hays                                                                                           | brak informacji                                                             | –                                                        | 2016 |
| „If You Forget Me”                                                                                             | Pablo Neruda                                                                                                   | –                                                                           | The Postman                                              | 1995 |
| „Illuminati”                                                                                                   | Madonna MoZella Toby Gad Symbolyc One Mike Dean Kanye West Charlie Heat Travis Scott                           | Madonna Kanye West Mike Dean Symbolyc One Charlie Heat Travis Scott         | Rebel Heart                                              | 2014 |
| „Impressive Instant”                                                                                           | Madonna Mirwais Ahmadzaï                                                                                       | Madonna Mirwais Ahmadzaï                                                    | Music                                                    | 2000 |
| „In This Life”                                                                                                 | Madonna Shep Pettibone                                                                                         | Madonna Shep Pettibone                                                      | Erotica                                                  | 1992 |
| „Incredible”                                                                                                   | Madonna Pharrell Williams                                                                                      | The Neptunes Madonna                                                        | Hard Candy                                               | 2008 |
| „Inside of Me”                                                                                                 | Madonna Dave Hall Nellee Hooper                                                                                | Nellee Hooper Madonna                                                       | Bedtime Stories                                          | 1994 |
| „Inside Out”                                                                                                   | Madonna Jason Evigan Sean Douglas E. Kidd Bogart Mike Dean                                                     | Madonna Mike Dean                                                           | Rebel Heart                                              | 2015 |
| „Intervention”                                                                                                 | Madonna Mirwais Ahmadzaï                                                                                       | Madonna Mirwais Ahmadzaï                                                    | American Life                                            | 2003 |
| „Into the Groove”                                                                                              | Madonna Stephen Bray                                                                                           | Madonna Stephen Bray                                                        | Like a Virgin                                            | 1985 |
| „Into the Hollywood Groove” (z gościnnym udziałem Missy Elliott)                                               | Madonna Mirwais Ahmadzaï Stephen Bray                                                                          | Missy Elliott Soul Diggaz                                                   | Remixed & Revisited                                      | 2003 |
| „Isaac” | Madonna Stuart Price                                                                                           | Madonna Stuart Price                                                        | Confessions on a Dance Floor                             | 2005 |
| „It’s So Cool”                                                                                                 | Madonna Mirwais Ahmadzaï Monte Pittman                                                                         | Madonna Paul Oakenfold                                                      | Celebration                                              | 2009 |
| „Jimmy Jimmy”                                                                                                  | Madonna Stephen Bray                                                                                           | Madonna Stephen Bray                                                        | True Blue                                                | 1986 |
| „Joan of Arc”                                                                                                  | Madonna Toby Gad MoZella Symbolyc One                                                                          | Madonna Toby Gad AFSHeeN Josh Cumbee                                        | Rebel Heart                                              | 2015 |
| „Jump” | Madonna Joe Henry Stuart Price                                                                                 | Madonna Stuart Price                                                        | Confessions on a Dance Floor                             | 2005 |
| „Justify My Love”                                                                                              | Lenny Kravitz Ingrid Chavez Madonna                                                                            | Lenny Kravitz André Betts                                                   | The Immaculate Collection                                | 1990 |
| „Killers Who Are Partying”                                                                                     | Madonna Mirwais Ahmadzaï                                                                                       | Madonna Mirwais Ahmadzaï                                                    | Madame X                                                 | 2019 |
| „Keep It Together”                                                                                             | Madonna Stephen Bray                                                                                           | Madonna Stephen Bray                                                        | Like a Prayer                                            | 1989 |
| „La Isla Bonita”                                                                                               | Madonna Patrick Leonard Bruce Gaitsch                                                                          | Madonna Patrick Leonard                                                     | True Blue                                                | 1986 |
| „Lament” (z Antonio Banderasem)                                                                                | Tim Rice Andrew Lloyd Webber                                                                                   | Alan Parker Andrew Lloyd Webber David Caddick Nigel Wright                  | Evita                                                    | 1996 |
| „Laugh to Keep from Crying”                                                                                    | Madonna | Stephen Bray                                                                | Pre-Madonna                                              | 1997 |
| „Let Down Your Guard”                                                                                          | Madonna Dallas Austin                                                                                          | Madonna Dallas Austin                                                       | –                                                        | 1994 |
| „Let It Will Be”                                                                                               | Madonna Mirwais Ahmadzaï Stuart Price                                                                          | Madonna Stuart Price                                                        | Confessions on a Dance Floor                             | 2005 |
| „Levitating” (The Blessed Madonna Remix) (Dua Lipa z gościnnym udziałem Madonny i Missy Elliott)               | Dua Lipa Clarence Coffee Jr. Sarah Hudson Stephen Kozmeniuk Madonna Missy Elliott                              | Koz Stuart Price                                                            | Club Future Nostalgia: The Remix Album                   | 2020 |
| „Like a Prayer”                                                                                                | Madonna Patrick Leonard                                                                                        | Madonna Patrick Leonard                                                     | Like a Prayer                                            | 1989 |
| „Like a Virgin”                                                                                                | Tom Kelly Billy Steinberg                                                                                      | Nile Rodgers                                                                | Like a Virgin                                            | 1984 |
| „Like It or Not”                                                                                               | Madonna Bloodshy & Avant Henrik Jonback                                                                        | Madonna Bloodshy & Avant                                                    | Confessions on a Dance Floor                             | 2005 |
| „Little Star”                                                                                                  | Madonna Rick Nowels                                                                                            | Madonna Marius de Vries                                                     | Ray of Light                                             | 1998 |
| „Live to Tell”                                                                                                 | Madonna Patrick Leonard                                                                                        | Madonna Patrick Leonard                                                     | True Blue                                                | 1986 |
| „Living for Love”                                                                                              | Madonna Diplo MoZella Toby Gad Ariel Rechtshaid                                                                | Madonna Diplo Ariel Rechtshaid                                              | Rebel Heart                                              | 2014 |
| „Lo Que Siente La Mujer”                                                                                       | Madonna Guy Sigsworth Alberto Ferraras                                                                         | Madonna Guy Sigsworth Mark „Spike” Stent                                    | Music                                                    | 2000 |
| „Looking for Mercy”                                                                                            | Madonna Starrah                                                                                                | Madonna Jeff Bhasker Mike Dean                                              | Madame X                                                 | 2019 |
| „The Look of Love”                                                                                             | Madonna Patrick Leonard                                                                                        | Madonna Patrick Leonard                                                     | Who’s That Girl                                          | 1987 |
| „Love Don’t Live Here Anymore” (pierwsza wersja)                                                               | Miles Gregory                                                                                                  | Nile Rodgers                                                                | Like a Virgin                                            | 1984 |
| „Love Don’t Live Here Anymore” (druga wersja)                                                                  | Miles Gregory                                                                                                  | Nile Rodgers David Reitzas                                                  | Something to Remember                                    | 1995 |
| „Love Makes the World Go Round”                                                                                | Madonna Patrick Leonard                                                                                        | Madonna Patrick Leonard                                                     | True Blue                                                | 1986 |
| „Love Profusion”                                                                                               | Madonna Mirwais Ahmadzaï                                                                                       | Madonna Mirwais Ahmadzaï                                                    | American Life                                            | 2003 |
| „Love Song” | Madonna Prince                                                                                                 | Madonna Prince                                                              | Like a Prayer                                            | 1989 |
| „Love Spent”                                                                                                   | Madonna William Orbit Jean-Baptiste Priscilla Renea Alain Whyte Ryan Buendia Michael McHenry                   | Madonna William Orbit Free School                                           | MDNA                                                     | 2012 |
| „Love Spent” (wersja akustyczna)                                                                               | Madonna William Orbit Jean-Baptiste Priscilla Renea Alain Whyte Ryan Buendia Michael McHenry                   | Madonna William Orbit Free School                                           | MDNA                                                     | 2012 |
| „Love Tried to Welcome Me”                                                                                     | Madonna Dave Hall                                                                                              | Madonna Dave Hall                                                           | Bedtime Stories                                          | 1994 |
| „Lucky Star”                                                                                                   | Madonna | Reggie Lucas John „Jellybean” Benitez                                       | Madonna                                                  | 1983 |
| „Masterpiece”                                                                                                  | Madonna Julie Frost Jimmy Harry                                                                                | Madonna William Orbit Jimmy Harry                                           | W.E.                                                     | 2012 |
| „Material Girl”                                                                                                | Peter Brown Robert Rans                                                                                        | Nile Rodgers                                                                | Like a Virgin                                            | 1984 |
| „Me Against the Music” (Britney Spears z gościnnym udziałem Madonny)                                           | Britney Spears Madonna Tricky Stewart Thabiso „Tab” Nikhereanye Penelope Magnet The-Dream Gary O’Brien         | Tricky Stewart Penelope Magnet                                              | In the Zone                                              | 2003 |
| „Medellín” (z Malumą)                                                                                          | Madonna Mirwais Ahmadzaï Maluma Édgar Barrera                                                                  | Madonna Mirwais Ahmadzaï                                                    | Madame X                                                 | 2019 |
| „Mer Girl” | Madonna William Orbit                                                                                          | Madonna William Orbit                                                       | Ray of Light                                             | 1998 |
| „Messiah” | Madonna Avicii Arash Pournouri Salem Al Faki Magnus Lidehall Vincent Pontare                                   | Madonna Avicii Salem Al Fakir Magnus Lidehall Vincent Pontare               | Rebel Heart                                              | 2015 |
| „Miles Away”                                                                                                   | Madonna Timbaland Justin Timberlake Danja                                                                      | Timbaland Justin Timberlake Danja                                           | Hard Candy                                               | 2008 |
| „More” | Stephen Sondheim                                                                                               | Bill Bottrell                                                               | I’m Breathless                                           | 1990 |
| „Mother and Father”                                                                                            | Madonna Mirwais Ahmadzaï                                                                                       | Madonna Mirwais Ahmadzaï                                                    | American Life                                            | 2003 |
| „Music” | Madonna Mirwais Ahmadzaï                                                                                       | Madonna Mirwais Ahmadzaï                                                    | Music                                                    | 2000 |
| „A New Argentina” (z Jonathanem Prycem i Antonio Banderasem)                                                   | Tim Rice Andrew Lloyd Webber                                                                                   | Alan Parker Andrew Lloyd Webber David Caddick Nigel Wright                  | Evita                                                    | 1996 |
| „Nobody Knows Me”                                                                                              | Madonna Mirwais Ahmadzaï                                                                                       | Madonna Mirwais Ahmadzaï                                                    | American Life                                            | 2003 |
| „Nobody’s Perfect”                                                                                             | Madonna Mirwais Ahmadzaï                                                                                       | Madonna Mirwais Ahmadzaï                                                    | Music                                                    | 2000 |
| „Nothing Fails”                                                                                                | Madonna Guy Sigsworth Jem                                                                                      | Madonna Mirwais Ahmadzaï Mark „Spike” Stent                                 | American Life                                            | 2003 |
| „Nothing Really Matters”                                                                                       | Madonna Patrick Leonard                                                                                        | Madonna William Orbit Marius de Vries                                       | Ray of Light                                             | 1998 |
| „Now I’m Following You” (część 1; z Warrenem Beattym)                                                          | Andy Paley Jeff Lass Ned Claflin Jonathan Paley                                                                | Madonna Patrick Leonard                                                     | I’m Breathless                                           | 1990 |
| „Now I’m Following You” (część 2; z Warrenem Beattym)                                                          | Andy Paley Jeff Lass Ned Claflin Jonathan Paley                                                                | Madonna Patrick Leonard Kevin Gilbert                                       | I’m Breathless                                           | 1990 |
| „Oh Father” | Madonna Patrick Leonard                                                                                        | Madonna Patrick Leonard                                                     | Like a Prayer                                            | 1989 |
| „Oh What a Circus” (z Antonio Banderasem)                                                                      | Tim Rice Andrew Lloyd Webber                                                                                   | Alan Parker Andrew Lloyd Webber David Caddick Nigel Wright                  | Evita                                                    | 1996 |
| „One More Chance”                                                                                              | Madonna David Foster                                                                                           | Madonna David Foster                                                        | Something to Remember                                    | 1995 |
| „On the Balcony of the Casa Rosada” (część 2)                                                                  | Tim Rice Andrew Lloyd Webber                                                                                   | Alan Parker Andrew Lloyd Webber David Caddick Nigel Wright                  | Evita                                                    | 1996 |
| „Open Your Heart”                                                                                              | Madonna Gardner Cole Peter Rafelson                                                                            | Madonna Patrick Leonard                                                     | True Blue                                                | 1986 |
| „Over and Over”                                                                                                | Madonna Stephen Bray                                                                                           | Nile Rodgers                                                                | Like a Virgin                                            | 1984 |
| „Papa Don’t Preach”                                                                                            | Brian Elliot Madonna                                                                                           | Madonna Stephen Bray                                                        | True Blue                                                | 1986 |
| „Paradise (Not for Me)”                                                                                        | Mirwais Ahmadzaï Madonna                                                                                       | Mirwais Ahmadzaï Madonna                                                    | Music                                                    | 2000 |
| „Partido Feminista”                                                                                            | Tim Rice Andrew Lloyd Webber                                                                                   | Alan Parker Andrew Lloyd Webber David Caddick Nigel Wright                  | Evita                                                    | 1996 |
| „Peron’s Latest Flame” (z Antonio Banderasem)                                                                  | Tim Rice Andrew Lloyd Webber                                                                                   | Alan Parker Andrew Lloyd Webber David Caddick Nigel Wright                  | Evita                                                    | 1996 |
| „Physical Attraction”                                                                                          | Reggie Lucas                                                                                                   | Reggie Lucas John „Jellybean” Benitez                                       | Madonna                                                  | 1983 |
| „The Power of Good-Bye”                                                                                        | Madonna Rick Nowels                                                                                            | Madonna William Orbit Patrick Leonard                                       | Ray of Light                                             | 1998 |
| „Pretender” | Madonna Stephen Bray                                                                                           | Nile Rodgers                                                                | Like a Virgin                                            | 1984 |
| „Promise to Try”                                                                                               | Madonna Patrick Leonard                                                                                        | Madonna Patrick Leonard                                                     | Like a Prayer                                            | 1989 |
| „Push” | Madonna Stuart Price                                                                                           | Madonna Stuart Price                                                        | Confessions on a Dance Floor                             | 2005 |
| „Rain” | Madonna Shep Pettibone                                                                                         | Madonna Shep Pettibone                                                      | Erotica                                                  | 1992 |
| „Rainbow High”                                                                                                 | Tim Rice Andrew Lloyd Webber                                                                                   | Alan Parker Andrew Lloyd Webber David Caddick Nigel Wright                  | Evita                                                    | 1996 |
| „Rainbow Tour” (z Antonio Banderasem, Garym Brookerem, Peterem Polycarpou, Jonathanem Prycem i Johnem Gowerem) | Tim Rice Andrew Lloyd Webber                                                                                   | Alan Parker Andrew Lloyd Webber David Caddick Nigel Wright                  | Evita                                                    | 1996 |
| „Ray of Light”                                                                                                 | Madonna William Orbit Clive Maldoon Dave Curtiss Christine Leach                                               | Madonna William Orbit                                                       | Ray of Light                                             | 1998 |
| „Rebel Heart”                                                                                                  | Madonna Avicii Arash Pournouri Salem Al Fakir Magnus Lidehall Vincent Pontare                                  | Madonna Avicii Salem Al Fakir Magnus Lidehall Vincent Pontare               | Rebel Heart                                              | 2015 |
| „Rescue Me” | Madonna Shep Pettibone                                                                                         | Madonna Shep Pettibone                                                      | The Immaculate Collection                                | 1990 |
| „Revolver” (z gościnnym udziałem Lila Wayne’a)                                                                 | Madonna Lil Wayne Frank E Carlos Centel Battey Steven Andre Battey Brandon Kitchen                             | Madonna Frank E                                                             | Celebration                                              | 2009 |
| „Ring My Bell”                                                                                                 | Madonna Pharrell Williams                                                                                      | The Neptunes Madonna                                                        | Hard Candy                                               | 2008 |
| „Runaway Lover”                                                                                                | Madonna William Orbit                                                                                          | Madonna William Orbit                                                       | Music                                                    | 2000 |
| „S.E.X.” | Madonna Toby Gad MoZella Symbolic One Mike Dean Kanye West Tommy Brown                                         | Madonna Kanye West Charlie Heat Mike Dean                                   | Rebel Heart                                              | 2015 |
| „Sanctuary” | Madonna Dallas Austin Anne Preven Scott Cutler Herbie Hancock                                                  | Madonna Dallas Austin                                                       | Bedtime Stories                                          | 1994 |
| „Santa Baby”                                                                                                   | Joan Javits Philip Springer Tony Springer                                                                      | Jimmy Iovine                                                                | A Very Special Christmas                                 | 1987 |
| „Secret” | Madonna Dallas Austin Shep Pettibone                                                                           | Madonna Dallas Austin                                                       | Bedtime Stories                                          | 1994 |
| „Secret Garden”                                                                                                | Madonna Andre Betts                                                                                            | Madonna Andre Betts                                                         | Erotica                                                  | 1992 |
| „Shanti/Ashtangi”                                                                                              | Madonna William Orbit                                                                                          | Madonna William Orbit                                                       | Ray of Light                                             | 1998 |
| „She’s Not Me”                                                                                                 | Madonna Pharrell Williams                                                                                      | The Neptunes Madonna                                                        | Hard Candy                                               | 2008 |
| „Shoo-Bee-Doo”                                                                                                 | Madonna | Nile Rodgers                                                                | Like a Virgin                                            | 1984 |
| „Skin” | Madonna Patrick Leonard                                                                                        | Madonna William Orbit Marius de Vries                                       | Ray of Light                                             | 1998 |
| „Sky Fits Heaven”                                                                                              | Madonna Patrick Leonard                                                                                        | Madonna William Orbit Patrick Leonard                                       | Ray of Light                                             | 1998 |
| „Soltera” (Maluma z gościnnym udziałem Madonny)                                                                | Giencarlos Rivera Tapia Jonathan Carlo Rivera Tapie Maluma Madonna Mike Dean Édgar Barrera                     | Madmusick Édgar Barrera                                                     | 11:11                                                    | 2019 |
| „Some Girls”                                                                                                   | Madonna William Orbit Klas Åhlund                                                                              | Madonna William Orbit Klas Åhlund                                           | MDNA                                                     | 2012 |
| „Something to Remember”                                                                                        | Madonna Patrick Leonard                                                                                        | Madonna Patrick Leonard                                                     | I’m Breathless                                           | 1990 |
| „Sooner or Later”                                                                                              | Stephen Sondheim                                                                                               | Bill Bottrell                                                               | I’m Breathless                                           | 1990 |
| „Sorry” | Madonna Stuart Price                                                                                           | Madonna Stuart Price                                                        | Confessions on a Dance Floor                             | 2005 |
| „Spanish Eyes”                                                                                                 | Madonna Patrick Leonard                                                                                        | Madonna Patrick Leonard                                                     | Like a Prayer                                            | 1989 |
| „Spanish Lesson”                                                                                               | Madonna Pharrell Williams                                                                                      | The Neptunes Madonna                                                        | Hard Candy                                               | 2008 |
| „Spotlight” | Madonna Stephen Bray Curtis Hudson                                                                             | Stephen Bray John „Jellybean” Benitez                                       | Like a Virgin                                            | 1984 |
| „Stay” | Madonna Stephen Bray                                                                                           | Nile Rodgers                                                                | Like a Virgin                                            | 1984 |
| „Supernatural”                                                                                                 | Madonna Patrick Leonard                                                                                        | Madonna Patrick Leonard                                                     | –                                                        | 1989 |
| „Superstar” | Madonna Hardy „Indiigo” Muanza Michael Malih                                                                   | Madonna Hardy „Indiigo” Muanza Michael Malih                                | MDNA                                                     | 2012 |
| „Super Pop” | Madonna Mirwais Ahmadzaï                                                                                       | Madonna Mirwais Ahmadzaï                                                    | Confessions on a Dance Floor                             | 2005 |
| „Survival” | Madonna Dallas Austin                                                                                          | Dallas Austin Nellee Hooper Madonna                                         | Bedtime Stories                                          | 1994 |
| „Swim” | Madonna William Orbit                                                                                          | Madonna William Orbit                                                       | Ray of Light                                             | 1998 |
| „Take a Bow”                                                                                                   | Babyface Madonna                                                                                               | Babyface Madonna                                                            | Bedtime Stories                                          | 1994 |
| „Thief of Hearts”                                                                                              | Madonna Shep Pettibone Anthony Shimkin                                                                         | Madonna Shep Pettibone                                                      | Erotica                                                  | 1992 |
| „Think of Me”                                                                                                  | Madonna | Reggie Lucas                                                                | Madonna                                                  | 1983 |
| „This Used to Be My Playground”                                                                                | Madonna Shep Pettibone                                                                                         | Madonna Shep Pettibone                                                      | –                                                        | 1990 |
| „Till Death Do Us Part”                                                                                        | Madonna Patrick Leonard                                                                                        | Madonna Patrick Leonard                                                     | Like a Prayer                                            | 1989 |
| „Time Stood Still”                                                                                             | Madonna William Orbit                                                                                          | Madonna William Orbit                                                       | The Next Best Thing                                      | 2000 |
| „To Have and Not to Hold”                                                                                      | Madonna Rick Nowels                                                                                            | Madonna William Orbit Patrick Leonard                                       | Ray of Light                                             | 1998 |
| „True Blue” | Madonna Stephen Bray                                                                                           | Madonna Stephen Bray                                                        | True Blue                                                | 1986 |
| „Turn Up the Radio”                                                                                            | Madonna Martin Solveig Michael Tordjman Jade Williams                                                          | Madonna Martin Solveig                                                      | MDNA                                                     | 2012 |
| „Unapologetic Bitch”                                                                                           | Madonna Diplo Shelco Garcia Bryan Orellana MoZella Toby Gad                                                    | Madonna Shelco Garcia & Teenwolf BV Diplo Ariel Rechtshaid                  | Rebel Heart                                              | 2014 |
| „Up Down Suite”                                                                                                | Madonna Shep Pettibone                                                                                         | Madonna Shep Pettibone                                                      | –                                                        | 1993 |
| „Veni Vidi Vici” (z gościnnym udziałem Nas)                                                                    | Madonna Diplo Ariel Rechtshaid MoZella Toby Gad Nas Joel Ma Dustin McLean                                      | Madonna Diplo                                                               | Rebel Heart                                              | 2015 |
| „Verás” | Madonna David Foster Paz Martinez                                                                              | Madonna David Foster                                                        | Something to Remember                                    | 1995 |
| „Vogue” | Madonna Shep Pettibone                                                                                         | Madonna Shep Pettibone Craig Kostich                                        | I’m Breathless                                           | 1990 |
| „Voices” | Madonna Timbaland Justin Timberlake Danja Hannon Lane                                                          | Timbaland Justin Timberlake Danja Hannon Lane                               | Hard Candy                                               | 2008 |
| „Waiting” | Madonna Andre Betts                                                                                            | Madonna Andre Betts                                                         | Erotica                                                  | 1992 |
| „Waltz for Eva and Che” (z Antonio Banderasem)                                                                 | Tim Rice Andrew Lloyd Webber                                                                                   | Alan Parker Andrew Lloyd Webber David Caddick Nigel Wright                  | Evita                                                    | 1996 |
| „Wash All Over Me”                                                                                             | Madonna Avicii Arash Pournouri Salem Al Fakir Magnus Lidehall Vincent Pontare Mike Dean Kanye West Tommy Brown | Madonna Avicii Mike Dean Kanye West Charlie Heat                            | Rebel Heart                                              | 2015 |
| „What Can You Lose” (z Mandym Patinkinem)                                                                      | Stephen Sondheim                                                                                               | Bill Bottrell                                                               | I’m Breathless                                           | 1990 |
| „What It Feels Like for a Girl”                                                                                | Madonna Guy Sigsworth                                                                                          | Madonna Guy Sigsworth Mark „Spike” Stent                                    | Music                                                    | 2000 |
| „Where Life Begins”                                                                                            | Madonna Andre Betts                                                                                            | Madonna Andre Betts                                                         | Erotica                                                  | 1992 |
| „Where’s the Party”                                                                                            | Madonna Stephen Bray Patrick Leonard                                                                           | Madonna Patrick Leonard Stephen Bray                                        | True Blue                                                | 1986 |
| „White Heat”                                                                                                   | Madonna Patrick Leonard                                                                                        | Madonna Patrick Leonard                                                     | True Blue                                                | 1986 |
| „Who’s That Girl”                                                                                              | Madonna Patrick Leonard                                                                                        | Madonna Patrick Leonard                                                     | Who’s That Girl                                          | 1987 |
| „Why’s It So Hard”                                                                                             | Madonna Shep Pettibone Anthony Shimkin                                                                         | Madonna Shep Pettibone                                                      | Erotica                                                  | 1992 |
| „Words” | Madonna Shep Pettibone Anthony Shimkin                                                                         | Madonna Shep Pettibone                                                      | Erotica                                                  | 1992 |
| „X-Static Process”                                                                                             | Madonna Stuart Price                                                                                           | Madonna Mirwais Ahmadzaï                                                    | American Life                                            | 2003 |
| „You Must Love Me”                                                                                             | Tim Rice Andrew Lloyd Webber                                                                                   | Alan Parker Andrew Lloyd Webber David Caddick Nigel Wright                  | Evita                                                    | 1996 |
| „You’ll See”                                                                                                   | Madonna David Foster                                                                                           | Madonna David Foster                                                        | Something to Remember                                    | 1995 |
| „Your Honesty”                                                                                                 | Madonna Dallas Austin                                                                                          | Madonna Dallas Austin Daniel Abraham                                        | Remixed & Revisited                                      | 2003 |
| „Your Little Body’s Slowly Breaking Down” (z Jonathanem Prycem)                                                | Tim Rice Andrew Lloyd Webber                                                                                   | Alan Parker Andrew Lloyd Webber David Caddick Nigel Wright                  | Evita                                                    | 1996 |

## Utwory innych wykonawców, nad którymi Madonna pracowała
| Tytuł                           | Wykonawca                | Autorstwo | Produkcja                                        | Album                     | Rok  | Wkład                                |               |
| ------------------------------- | ------------------------ | --- | ------------------------------------------------ | ------------------------- | ---- | ------------------------------------ | ------------- |
| „Don’t Wanna Lose This Feeling” | Dannii Minogue           | Bruno Alexandre Matthieu Joly Dannii Minogue Terry Ronald James Theochari Camille Troillard Madonna Stephen Bray | Neïmo Al Stone                                   | Neon Nights               | 2003 | autorstwo                            | [ 32 ] [ 33 ] |
| „Born to Be Alive”              | Patrick Hernandez        | Patrick Hernandez                                                                                                | Jean Vanloo                                      | Born to Be Alive          | 1979 | śpiew w chórkach                     | [ 34 ] [ 35 ] |
| „Each Time You Break My Heart”  | Nick Kamen               | Madonna Stephen Bray                                                                                             | Madonna Stephen Bray                             | Nick Kamen                | 1987 | autorstwo produkcja śpiew w chórkach | [ 36 ] [ 35 ] |
| „Get Over”                      | Nick Scotti              | Madonna Stephen Bray Shep Pettibone                                                                              | Madonna Shep Pettibone                           | Nick Scotti               | 1993 | autorstwo produkcja śpiew w chórkach | [ 37 ]        |
| „The Greatest Hit”              | Annie                    | Annie Tore Andreas Kroknes Madonna                                                                               | Tore Andreas Kroknes Annie                       | Anniemal                  | 1999 | autorstwo                            | [ 38 ] [ 39 ] |
| „Just a Dream”                  | Donna De Lory            | Madonna Patrick Leonard                                                                                          | Madonna Patrick Leonard                          | Donna DeLory              | 1992 | autorstwo produkcja śpiew w chórkach | [ 40 ] [ 35 ] |
| „Love Won’t Wait”               | Gary Barlow              | Madonna Shep Pettibone                                                                                           | Stephen Lipson                                   | Open Road                 | 1997 | autorstwo                            | [ 41 ] [ 35 ] |
| „Mi abbandono a te”             | Laura Pausini            | Madonna Rick Nowels Laura Pausini                                                                                | Madonna Rick Nowels                              | Resta in ascolto          | 2004 | autorstwo produkcja                  | [ 42 ] [ 35 ] |
| „Promises, Promises”            | Naked Eyes               | Pete Byrne Rob Fisher                                                                                            | Tony Mansfield                                   | Burning Bridges           | 1983 | śpiew w chórkach                     | [ 43 ] [ 35 ] |
| „Sidewalk Talk”                 | John „Jellybean” Benitez | Madonna | John „Jellybean” Benitez                         | Wotupski!?!               | 1984 | autorstwo śpiew w chórkach           | [ 35 ]        |
| „Sing”                          | Annie Lennox             | Annie Lennox | Glen Ballard                                     | Songs of Mass Destruction | 2007 | śpiew                                | [ 44 ]        |
| „Tell Me”                       | Nick Kamen               | David Williams Nick Kamen Patrick Leonard                                                                        | J J Jeczalik                                     | Us                        | 1988 | śpiew w chórkach                     | [ 45 ] [ 35 ] |
| „Queen’s English”               | Jose & Luis              | Junior Vasquez Jose Guiterez Luis Camacho Marv DePeyer                                                           | Junior Vasquez                                   | –                         | 1993 | śpiew w chórkach                     | [ 35 ]        |
| „Who’s That Chick?”             | David Guetta Rihanna     | David Guetta Kinda „Kee” Hamid Patrick Leonard Madonna Frédéric Riesterer Giorgio Tuinfort                       | David Guetta Giorgio Tuinfort Frédéric Riesterer | One More Love             | 2010 | autorstwo                            | [ 46 ]        |